# Allie Haze
Allie Haze (ur. 10 maja 1987 w Montana) – amerykańska aktorka pornograficzna.

## Życiorys

### Wczesne lata
Urodziła się w Montana w rodzinie pochodzenia holenderskiego i hiszpańskiego. Dorastała w San Bernardino i Redlands w Kalifornii. Jako dziecko była modelką, a także brała udział w konkursach piękności i spektaklach teatralnych. Studiowała w Crofton Hills College.
Haze w wieku 18 lat poślubiła kaznodzieję w hrabstwie San Bernardino. Jednak związek ten nie trwał długo i Allie rozwiodła się mając 20 lat.

### Kariera
Planowała zostać modelką przed kamerą internetową; ale ktoś zasugerował, żeby używała imienia zaczynającego się od pierwszych liter alfabetu, żeby była pierwsza na liście. Jej wybór padł na „Allie” ze względu na jej ulubioną drużynę piłkarską Albany Alleycats. „Haze” to odmiana nazwiska jej byłego narzeczonego, Hayesa.
W 2009 w wieku 22 lat zaczęła występować w filmach porno, ale jej pierwsza scena nie została opublikowana przez kilka miesięcy. W ciągu pierwszych sześciu miesięcy swojej kariery kręciła tylko sceny lesbijskie. Kiedy zdecydowała się sfilmować scenę z mężczyzną, zrobiła to z Ramónem Nomarem dla Reality Kings w filmie Pure 18: High Off Allie (2009).
W 2011 odebrała zarówno XRCO Award jako „Nowa gwiazdka”, jak i nagrodę AVN Award dla „Najbardziej oburzającej sceny seksu”. Ponadto była nominowana w trzech kategoriach do AVN Award: „Najlepsza scena z parami dziewczyn” w She’s My Man 7 (2010) z Gracie Glam, „Najlepsza nowa gwiazdka” i „Najlepsza scena w trójkącie (dziewczyna/dziewczyna/chłopak)” w Secretary's Day 4 (2010) z Andy San Dimas i Evanem Stone’em, a także zdobyła nominację do XBIZ Award w kategorii „Nowa gwiazdka roku”.
Podczas 64. Festiwalu Filmowego w Cannes została wybrana na następną Emmanuelle; wtedy występowała pod pseudonimem Brittany Joy.
W maju 2011 podpisała kontrakt na wyłączność z Vivid Entertainment, zostając jedną z gwiazd wytwórni.
W 2012 otrzymała aż siedem nominacji do AVN Award w kategoriach do AVN Award: „Najlepsza aktorka” w Lost and Found (2011). „Najlepsza scena seksu dziewczyna/chłopak” w Lost and Found (2011) z Xanderem Corvusem, „Najlepsza scena seksu oralnego” w American Cocksucking Sluts (2011) z Kagney Linn Karter i Breanne Benson, „Najlepsza złośnica” w Bush (2011), „Gwiazda roku w wielu stylach”, „Wykonawczyni roku” oraz „Najbardziej oryginalna scena” w Rocco's American Adventures (2011) – „Blinded by the Skeet” z Isis Taylor i Rocco Siffredim.
Wystąpiła w roli księżniczki Lei w parodii porno Gwiezdne wojny – Star Wars XXX: A Porn Parody (2012). W styczniu 2014 została ulubienicą miesiąca magazynu „Penthouse”.
Wystąpiła też w filmach dokumentalnych, w tym Aroused (2013) z Kayden Kross, Lisą Ann, Belladonną, Teagan Presley i Katsumi, UnHung Hero (2013) z Jonahem Falconem i Annie Sprinkle, Today is Yesterday Tomorrow (2015) i X-Rated 2: The Greatest Adult Stars of All Time! (2016), a także sensacyjno-przygodowym sci-fi Lodowa zagłada (Age of Ice, 2014). Do 2015 reprezentowana była przez LA Direct Models.

## Życie prywatne
Początkowo uważała się za lesbijkę, obecnie określa się jako osoba biseksualna. Zamieszkała w Las Vegas.

## Nagrody
| Rok  | Nagroda                        | Kategoria                                                    | Film                                | Inni wykonawcy               |
| ---- | ------------------------------ | ------------------------------------------------------------ | ----------------------------------- | ---------------------------- |
| 2011 | NightMoves Fan Awards          | Najlepsza nowa gwiazdka wg redakcji                          | –                                   | –                            |
| 2011 | AVN Award                      | Najbardziej niezwykła scena                                  | Belladonna: Fetish Fanatic 8 (2010) | Adrianna Nicole i Amy Brooke |
| 2011 | XRCO Award                     | Nowa gwiazdka                                                | –                                   | –                            |
| 2012 | XRCO Award                     | Kremowy sen                                                  | –                                   | –                            |
| 2013 | XBIZ Award                     | Najlepsza aktorka w parodii                                  | Star Wars XXX: A Porn Parody (2012) | –                            |
| 2013 | XCritic Editor’s Choice Awards | Najlepsza aktorka w parodii                                  | Clerks XXX: A Porn Parody (2013)    | –                            |
| 2015 | AVN Award                      | Najlepsza scena seksu triolizmu (chłopak/chłopak/dziewczyna) | Allie (2014)                        | Ramón Nomar i Mick Blue      |
| 2016 | Spank Bank Award               | Adorkable Goofball                                           | –                                   | –                            |
| 2016 | Spank Bank Technical Award     | Amerykańska sympatia porno                                   | –                                   | –                            |
| 2016 | Inked Award                    | Najlepsza scena grupowa                                      | Deadly Rain (2015)                  | Romi Rain i Toni Ribas       |